# Goodness Gracious Me
Goodness Gracious Me is een komische televisieserie uitgezonden door de Britse zender BBC, bestaande uit een serie korte, absurde sketches. De hoofdrollen zijn voor Sanjeev Bhaskar, Kulvinder Ghir, Meera Syal and Nina Wadia. De reeks liep eerst op BBC Radio 4 als een radioprogramma, maar werd omgezet in een televisiekomedie. Het openingsnummer Goodness Gracious Me (oorspronkelijk van Peter Sellers en Sophia Loren) is ook in een typische bhangra thema gegoten.
De sketches draaien bijna allemaal rond een aantal Indiërs die in Groot-Brittannië leven en hun integratie in de maatschappij. Er wordt ook vaak de draak gestoken met typische dingen uit hun land van oorsprong: het veelgodendom, het kastensysteem, ... allemaal komen ze aan de beurt.

## Vaste personages
- Meneer 'cheque please': een man neemt een vrouw mee uit eten, maar zegt altijd de verkeerde dingen tegen zijn date, waarop zij opstapt en hij de rekening moet vragen (cheque please!).
- Meneer 'alles komt uit India': een vader en zijn zoon discussiëren over acteurs, woorden, gebeurtenissen... Volgens de vader is alles afkomstig uit India (behalve Prins Charles, die komt uit Afrika vanwege zijn grote oren).
- Ironische Oma: een oma die alles wat ze zegt overgiet met een ironische saus.
- Skipinder, de Punjabi Kangoeroe: oude filmpjes van Skippy worden gespekt met sarcastische en ironische commentaar van het beest zelf.
- De Coopers (Kapoors) en de Robinsons (Rabindaraths): twee snobistische Indische koppels die doen alsof ze echte Britten zijn, maar zichzelf vaak verraden door foute uitspraken of elkaar bij de echte naam te noemen.
- Smita Smitten, Showbiz Kitten: een showbizzreporter die zogezegd aanwezig is op een of ander groot evenement, maar uiteindelijk iets heel triviaals aan het doen is (zoals bijvoorbeeld een video terugbrengen naar de videotheek).
- Bhangraman: een parodie op Superman.
- Chunky Lafanga: een superster uit Bollywood, die het probeert te maken in de Westerse filmwereld.

Daarnaast zijn er veel parodieën op bekende liedjes en oude televisieprogramma's. Zo wordt het lied Barbie Girl van de Deens-Noorse muziekgroep Aqua "I'm a Punjabi Girl", en "Fawlty Turrets" is een parodie op de Britse komische televisieserie Fawlty Towers.

## Rolverdeling
- Sanjeev Bhaskar
- Meera Syal
- Kulvinder Ghir
- Nina Wadia
- Dave Lamb
- Sharat Sardana
- Amanda Holden (seizoen 1)
- Fiona Allen (seizoen 2)
- Emma Kennedy (seizoen 3)

## Dvd
Alle seizoenen zijn op dvd verkrijgbaar.